# Parcul industrial Metrom
Parcul industrial Metrom este un parc industrial din Brașov, situat pe platforma companiei producătoare de armament Metrom.
Parcul industrial se întinde pe 6,3 hectare și a fost deschis în 2003, dar activitatea propriu-zisă a început la mijlocul anului 2004, timp în care firmele și-au amenajat spațiile, au făcut investiții și au pregătit producția.
În anul 2005, în parc funcționau 17 firme, care aveau peste 600 de salariați și produceau medicamente, mobilă, materiale de construcții și tâmplărie cu geam termopan.